# Nicolas Moumi Ngamaleu
Nicolas Brice Moumi Ngamaleu (Yaoundé, 9 juli 1994) is een Kameroens professioneel voetballer die doorgaans speelt als spits. In september 2022 verruilde hij Young Boys voor Dinamo Moskou. Moumi Ngamaleu maakte in 2016 zijn debuut in het Kameroens voetbalelftal.

## Clubcarrière
Moumi Ngamaleu begon zijn carrière bij Cotonsport. Bij die club speelde hij tussen 2013 en 2016 in het eerste elftal en driemaal op rij werd de club Kameroens landskampioen. In de zomer van 2016 maakte de aanvaller de overstap naar Rheindorf Altach, waar hij zijn handtekening zette onder een verbintenis voor de duur van drie seizoenen. Zijn debuut maakte hij op 13 augustus, toen met 3–1 gewonnen werd van Sankt Pölten. Dimitri Oberlin scoorde tweemaal en Nikola Dovedan één keer, de tegentreffer kwam van Daniel Schütz. Moumi Ngamaleu mocht in de basis starten en hij werd na tweeënzestig minuten gewisseld. Voor de Kameroener volgde het eerste doelpunt op 1 oktober van datzelfde jaar, op bezoek bij Wolfsberger. Hij opende na achtentwintig minuten de score, waarna Christopher Wernitzig gelijkmaakte. Door een benutte strafschop van Oberlin in de blessuretijd won Rheindorf Altach het duel alsnog. In de zomer van 2017 verkaste Moumi Ngamaleu naar Young Boys, waar hij zijn handtekening zette onder een verbintenis voor de duur van vier seizoenen. Dit contract werd in 2020 opengebroken en verlengd met twee jaar. In de zomer van 2022 maakte Moumi Ngamaleu voor een bedrag van circa twee miljoen euro de overstap naar Dinamo Moskou en tekende daar voor twee jaar met een optie op een seizoen extra. Deze optie werd in juni 2024 gelicht.

## Clubstatistieken
| Seizoen | Club             | Competitie   | Competitie | Competitie | Beker | Beker | Internationaal | Internationaal | Totaal | Totaal |
| Seizoen | Club             | Competitie   | Wed.       | Dlp.       | Wed.  | Dlp.  | Wed.           | Dlp.           | Wed.   | Dlp.   |
| ------- | ---------------- | ------------ | ---------- | ---------- | ----- | ----- | -------------- | -------------- | ------ | ------ |
| 2016/17 | Rheindorf Altach | Bundesliga   | 28         | 7          | 0     | 0     | —              | —              | 28     | 7      |
| 2017/18 | Rheindorf Altach | Bundesliga   | 3          | 0          | 1     | 1     | 6              | 2              | 10     | 3      |
| 2017/18 | Young Boys       | Super League | 27         | 3          | 5     | 1     | 6              | 1              | 38     | 5      |
| 2018/19 | Young Boys       | Super League | 32         | 12         | 3     | 1     | 8              | 0              | 43     | 13     |
| 2019/20 | Young Boys       | Super League | 33         | 7          | 5     | 3     | 7              | 0              | 45     | 10     |
| 2020/21 | Young Boys       | Super League | 28         | 3          | 1     | 0     | 11             | 1              | 40     | 4      |
| 2021/22 | Young Boys       | Super League | 31         | 4          | 1     | 0     | 12             | 2              | 44     | 6      |
| 2022/23 | Young Boys       | Super League | 7          | 1          | 0     | 0     | 5              | 0              | 12     | 1      |
| 2022/23 | Dinamo Moskou    | Premjer-Liga | 19         | 2          | 6     | 0     | —              | —              | 25     | 2      |
| 2023/24 | Dinamo Moskou    | Premjer-Liga | 26         | 6          | 7     | 1     | —              | —              | 33     | 7      |
| 2024/25 | Dinamo Moskou    | Premjer-Liga | 3          | 2          | 1     | 0     | —              | —              | 4      | 2      |
| Totaal  | Totaal           | Totaal       | 237        | 47         | 30    | 7     | 55             | 6              | 322    | 60     |

Bijgewerkt op 3 augustus 2024.

## Interlandcarrière
Moumi Ngamaleu maakte zijn debuut in het Kameroens voetbalelftal op 23 december 2015, toen hij onder bondscoach Alexandre Belinga mocht meespelen in de oefeninterland tegen Niger (0–1 winst). Hugo Broos, sinds 2016 de nieuwe bondscoach van Kameroen, riep Moumi Ngamaleu in 2017 op voor de Confederations Cup. Hij nam met Kameroen deel aan het toernooi in Rusland, waar in de groepsfase werd verloren van regerend wereldkampioen Duitsland, regerend Zuid-Amerikaans kampioen Chili en werd gelijkgespeeld tegen de kampioen van Azië, Australië.
In november 2022 werd Moumi Ngamaleu door bondscoach Rigobert Song opgenomen in de selectie van Kameroen voor het WK 2022. Tijdens dit WK werd Kameroen uitgeschakeld in de groepsfase na een nederlaag tegen Zwitserland, een gelijkspel tegen Servië en een overwinning op Brazilië. Moumi Ngamaleu speelde in twee duels mee.
| Interlands van Nicolas Moumi Ngamaleu voor Kameroen | Interlands van Nicolas Moumi Ngamaleu voor Kameroen | Interlands van Nicolas Moumi Ngamaleu voor Kameroen | Interlands van Nicolas Moumi Ngamaleu voor Kameroen | Interlands van Nicolas Moumi Ngamaleu voor Kameroen | Interlands van Nicolas Moumi Ngamaleu voor Kameroen | Interlands van Nicolas Moumi Ngamaleu voor Kameroen |
| №                                                   | Datum                                               | Wedstrijd                                           | Uitslag                                             | Competitie                                          | Goals                                               |                                                     |
| Als speler bij Cotonsport                           | Als speler bij Cotonsport                           | Als speler bij Cotonsport                           | Als speler bij Cotonsport                           | Als speler bij Cotonsport                           | Als speler bij Cotonsport                           | Als speler bij Cotonsport                           |
| --------------------------------------------------- | --------------------------------------------------- | --------------------------------------------------- | --------------------------------------------------- | --------------------------------------------------- | --------------------------------------------------- | --------------------------------------------------- |
| 1                                                   | 23 december 2015                                    | Niger – Kameroen                                    | 0 – 1                                               | Vriendschappelijk                                   |                                                     |                                                     |
| 2                                                   | 6 januari 2016                                      | Rwanda – Kameroen                                   | 1 – 1                                               | Vriendschappelijk                                   | 54'                                                 |                                                     |
| 3                                                   | 17 januari 2016                                     | Angola – Kameroen                                   | 0 – 1                                               | CHAN 2016                                           |                                                     |                                                     |
| 4                                                   | 21 januari 2016                                     | Kameroen – Ethiopië                                 | 0 – 0                                               | CHAN 2016                                           |                                                     |                                                     |
| 5                                                   | 25 januari 2016                                     | Kameroen – Congo-Kinshasa                           | 3 – 1                                               | CHAN 2016                                           | 52'                                                 |                                                     |
| 6                                                   | 30 januari 2016                                     | Kameroen – Ivoorkust                                | 0 – 3                                               | CHAN 2016                                           |                                                     |                                                     |
| Als speler bij Rheindorf Altach                     |                                                     |                                                     |                                                     |                                                     |                                                     |                                                     |
| 7                                                   | 24 maart 2017                                       | Tunesië – Kameroen                                  | 0 – 1                                               | Vriendschappelijk                                   |                                                     |                                                     |
| 8                                                   | 28 maart 2017                                       | Kameroen – Guinee                                   | 1 – 2                                               | Vriendschappelijk                                   |                                                     |                                                     |
| 9                                                   | 13 juni 2017                                        | Kameroen – Colombia                                 | 0 – 4                                               | Vriendschappelijk                                   |                                                     |                                                     |
| 10                                                  | 18 juni 2017                                        | Kameroen – Chili                                    | 0 – 2                                               | Confederations Cup                                  |                                                     |                                                     |
| 11                                                  | 25 juni 2017                                        | Duitsland – Kameroen                                | 3 – 1                                               | Confederations Cup                                  |                                                     |                                                     |
| Als speler bij Young Boys                           |                                                     |                                                     |                                                     |                                                     |                                                     |                                                     |
| 12                                                  | 1 september 2017                                    | Nigeria – Kameroen                                  | 4 – 0                                               | WK 2018 kwalificatie                                |                                                     |                                                     |
| 13                                                  | 4 september 2017                                    | Kameroen – Nigeria                                  | 1 – 1                                               | WK 2018 kwalificatie                                |                                                     |                                                     |
| 14                                                  | 7 oktober 2017                                      | Kameroen – Algerije                                 | 2 – 0                                               | WK 2018 kwalificatie                                |                                                     |                                                     |
| 15                                                  | 11 november 2017                                    | Zambia – Kameroen                                   | 2 – 2                                               | WK 2018 kwalificatie                                |                                                     |                                                     |
| 16                                                  | 8 september 2018                                    | Comoren – Kameroen                                  | 1 – 1                                               | AK 2019 kwalificatie                                |                                                     |                                                     |
| 17                                                  | 9 juni 2019                                         | Kameroen – Zambia                                   | 2 – 1                                               | Vriendschappelijk                                   |                                                     |                                                     |
| 18                                                  | 13 november 2019                                    | Kameroen – Kaapverdië                               | 0 – 0                                               | AK 2021 kwalificatie                                |                                                     |                                                     |
| 19                                                  | 17 november 2019                                    | Rwanda – Kameroen                                   | 0 – 1                                               | AK 2021 kwalificatie                                | 69'                                                 |                                                     |
| 20                                                  | 9 oktober 2020                                      | Japan – Kameroen                                    | 0 – 0                                               | Vriendschappelijk                                   |                                                     |                                                     |
| 21                                                  | 12 november 2020                                    | Kameroen – Mozambique                               | 4 – 1                                               | AK 2021 kwalificatie                                |                                                     |                                                     |
| 22                                                  | 16 november 2020                                    | Mozambique – Kameroen                               | 0 – 2                                               | AK 2021 kwalificatie                                |                                                     |                                                     |
| 23                                                  | 26 maart 2021                                       | Kaapverdië – Kameroen                               | 3 – 1                                               | AK 2021 kwalificatie                                |                                                     |                                                     |
| 24                                                  | 30 maart 2021                                       | Kameroen – Rwanda                                   | 0 – 0                                               | AK 2021 kwalificatie                                |                                                     |                                                     |
| 25                                                  | 4 juni 2021                                         | Nigeria – Kameroen                                  | 0 – 1                                               | Vriendschappelijk                                   |                                                     |                                                     |
| 26                                                  | 8 juni 2021                                         | Kameroen – Nigeria                                  | 0 – 0                                               | Vriendschappelijk                                   |                                                     |                                                     |
| 27                                                  | 3 september 2021                                    | Kameroen – Malawi                                   | 2 – 0                                               | WK 2022 kwalificatie                                |                                                     |                                                     |
| 28                                                  | 6 september 2021                                    | Ivoorkust – Kameroen                                | 2 – 1                                               | WK 2022 kwalificatie                                | 61' (pen.)                                          |                                                     |
| 29                                                  | 8 oktober 2021                                      | Kameroen – Mozambique                               | 3 – 1                                               | WK 2022 kwalificatie                                |                                                     |                                                     |
| 30                                                  | 11 oktober 2021                                     | Mozambique – Kameroen                               | 0 – 1                                               | WK 2022 kwalificatie                                |                                                     |                                                     |
| 31                                                  | 13 november 2021                                    | Malawi – Kameroen                                   | 0 – 4                                               | WK 2022 kwalificatie                                |                                                     |                                                     |
| 32                                                  | 16 november 2021                                    | Kameroen – Ivoorkust                                | 1 – 0                                               | WK 2022 kwalificatie                                |                                                     |                                                     |
| 33                                                  | 9 januari 2022                                      | Kameroen – Burkina Faso                             | 2 – 1                                               | AK 2021                                             |                                                     |                                                     |
| 34                                                  | 13 januari 2022                                     | Kameroen – Ethiopië                                 | 4 – 1                                               | AK 2021                                             |                                                     |                                                     |
| 35                                                  | 17 januari 2022                                     | Kameroen – Kaapverdië                               | 1 – 1                                               | AK 2021                                             |                                                     |                                                     |
| 36                                                  | 24 januari 2022                                     | Kameroen – Comoren                                  | 2 – 1                                               | AK 2021                                             |                                                     |                                                     |
| 37                                                  | 29 januari 2022                                     | Kameroen – Gambia                                   | 2 – 0                                               | AK 2021                                             |                                                     |                                                     |
| 38                                                  | 3 februari 2022                                     | Kameroen – Egypte                                   | 0 – 0 (1 – 3 n.s.)                                  | AK 2021                                             |                                                     |                                                     |
| 39                                                  | 6 februari 2022                                     | Kameroen – Burkina Faso                             | 3 – 3 (5 – 3 n.s.)                                  | AK 2021                                             |                                                     |                                                     |
| 40                                                  | 8 juni 2022                                         | Burkina Faso – Kameroen                             | 0 – 1                                               | AK 2023 kwalificatie                                |                                                     |                                                     |
| Als speler bij Dinamo Moskou                        |                                                     |                                                     |                                                     |                                                     |                                                     |                                                     |
| 41                                                  | 23 september 2022                                   | Oezbekistan – Kameroen                              | 2 – 0                                               | Vriendschappelijk                                   |                                                     |                                                     |
| 42                                                  | 27 september 2022                                   | Zuid-Korea – Kameroen                               | 1 – 0                                               | Vriendschappelijk                                   |                                                     |                                                     |
| 43                                                  | 24 november 2022                                    | Zwitserland – Kameroen                              | 1 – 0                                               | WK 2022                                             |                                                     |                                                     |
| 44                                                  | 2 december 2022                                     | Kameroen – Brazilië                                 | 1 – 0                                               | WK 2022                                             |                                                     |                                                     |
| 45                                                  | 24 maart 2023                                       | Kameroen – Namibië                                  | 1 – 1                                               | AK 2023 kwalificatie                                |                                                     |                                                     |
| 46                                                  | 28 maart 2023                                       | Namibië – Kameroen                                  | 2 – 1                                               | AK 2023 kwalificatie                                |                                                     |                                                     |
| 47                                                  | 10 juni 2023                                        | Mexico – Kameroen                                   | 2 – 2                                               | Vriendschappelijk                                   |                                                     |                                                     |
| 48                                                  | 12 september 2023                                   | Kameroen – Burkina Faso                             | 3 – 0                                               | AK 2023 kwalificatie                                |                                                     |                                                     |
| 49                                                  | 12 oktober 2023                                     | Rusland – Kameroen                                  | 1 – 0                                               | Vriendschappelijk                                   |                                                     |                                                     |
| 50                                                  | 16 oktober 2023                                     | Senegal – Kameroen                                  | 1 – 0                                               | Vriendschappelijk                                   |                                                     |                                                     |
| 51                                                  | 9 januari 2024                                      | Zambia – Kameroen                                   | 1 – 1                                               | Vriendschappelijk                                   |                                                     |                                                     |
| 52                                                  | 19 januari 2024                                     | Senegal – Kameroen                                  | 3 – 1                                               | AK 2023 kwalificatie                                |                                                     |                                                     |
| 53                                                  | 27 januari 2024                                     | Nigeria – Kameroen                                  | 2 – 0                                               | AK 2023 kwalificatie                                |                                                     |                                                     |
| 54                                                  | 8 juni 2024                                         | Kameroen – Kaapverdië                               | 4 – 1                                               | WK 2026 kwalificatie                                |                                                     |                                                     |

Bijgewerkt op 3 augustus 2024.

## Erelijst
| Competitie        |            |                                    |            |            |
| Competitie        | Aantal     | Jaren                              |            |            |
| Cotonsport        | Cotonsport | Cotonsport                         | Cotonsport | Cotonsport |
| ----------------- | ---------- | ---------------------------------- | ---------- | ---------- |
| Première Division | 3          | 2013, 2014, 2015                   |            |            |
| Young Boys        |            |                                    |            |            |
| Super League      | 4          | 2017/18, 2018/19, 2019/20, 2020/21 |            |            |
| Schweizer Pokal   | 1          | 2019/20                            |            |            |